# Fausto Castelo Branco
Fausto Gaioso Castelo Branco (Teresina, 5 de março de 1925 – local não informado, 23 de junho de 2008) foi um médico e político brasileiro radicado no Piauí, estado que representou no Congresso Nacional.

## Dados biográficos
Filho de Oscar Gil Castelo Branco e Alice Almendra Gaioso Castelo Branco. Médico formado pela Universidade do Estado do Rio de Janeiro em 1950, chefiou o serviço de clínica médica do Hospital Getúlio Vargas em Teresina. Especialista em Dermatologia e Alergologia pela Policlínica Geral do Rio de Janeiro, possui curso de Leprologia pelo Departamento Nacional de Saúde do Ministério da Saúde, curso de Administração para Médicos pelo antigo Departamento Administrativo do Serviço Público (DASP) e curso de Cancerologia pelo Serviço Nacional de Câncer. Presidente da Associação Brasileira de Leprologia (1965-1966) participou de congressos internacionais sobre o tema. Foi também diretor do Instituto Nacional do Sal. Na política, filiou-se à ARENA e foi eleito deputado federal em 1966 e senador em 1970.